# Air Sunshine

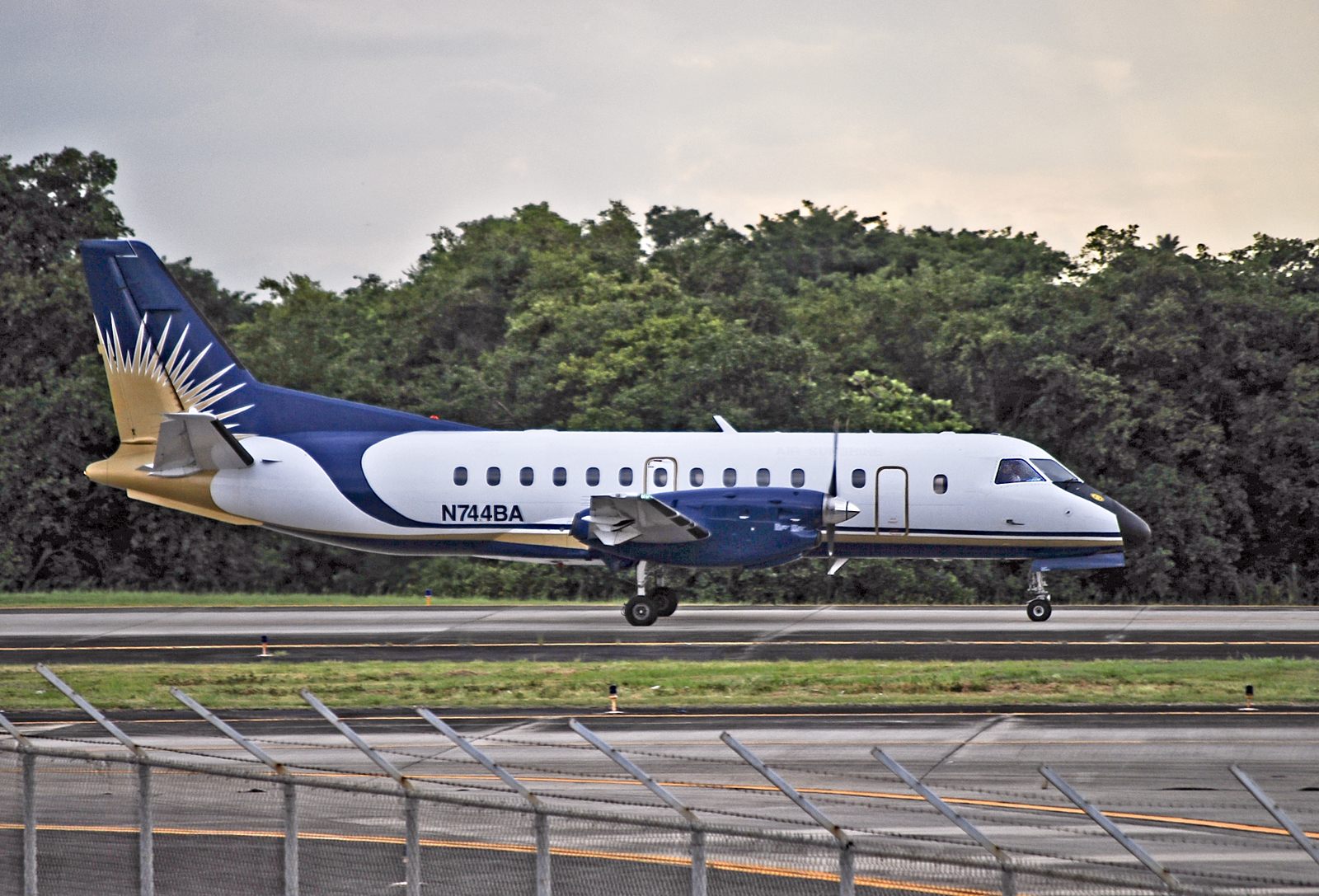
Saab 340 der Air Sunshine

Air Sunshine ist eine 1982 gegründete US-amerikanische Fluggesellschaft mit Sitz in Fort Lauderdale, Florida.

## Flugziele
Air Sunshine betreibt Linienflüge und Charterflüge in Florida, Bahamas, Kuba, Jamaika, Puerto Rico, Britische Jungferninseln und Amerikanische Jungferninseln.

## Flotte
Die Flotte besteht mit Stand vom Juli 2022 aus drei Flugzeugen:
- 1 Embraer EMB 110P1
- 1 Saab 340
- 1 Cessna 402C